# Ylva Johansson

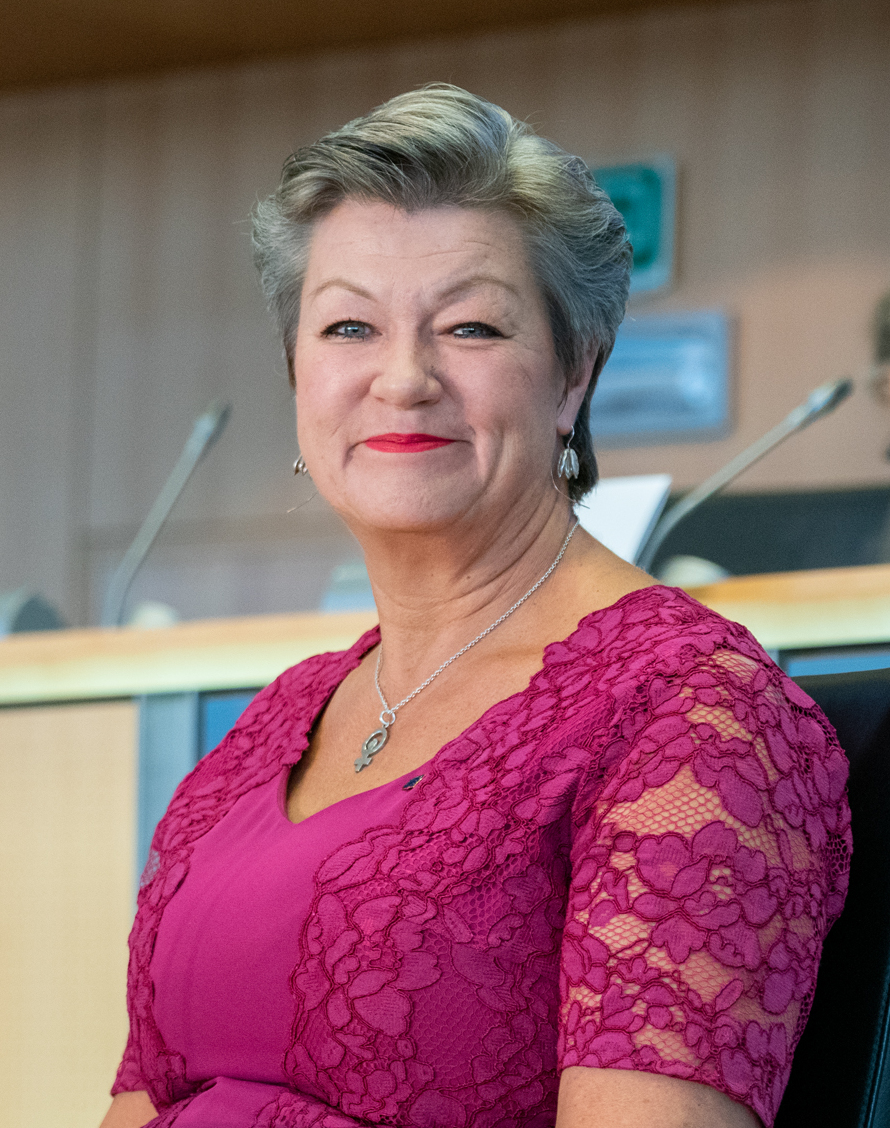
Ylva Johansson (2019)

Ylva Johansson (* 13. Februar 1964 in Huddinge, Schweden) ist eine sozialdemokratische schwedische Politikerin. Sie ist Mitglied der sozialdemokratischen Arbeiterpartei und war Schul- und Wohlfahrtsministerin unter Göran Persson sowie Arbeitsministerin in den Regierungen Löfven I und Löfven II. Von 2019 bis 2024 war sie Kommissarin für Inneres in der Kommission von der Leyen I.

## Werdegang
Ylva Johansson studierte an der Universität Lund Mathematik und Physik auf Lehramt.
Sie zog 1988 für die eurokommunistische Linkspartei in den Reichstag ein. Johansson war Mitglied im Bildungsausschuss des Parlaments.
Sie wechselte 1992 zur sozialdemokratischen Arbeiterpartei und gilt dort als Proponentin des linken Flügels. Von 1994 bis 1998 war sie in der sozialdemokratischen Regierung von Göran Persson Schulministerin. Danach wechselte Johansson für mehrere Jahre in die Privatwirtschaft.
Von 2004 bis 2006 war sie Wohlfahrtsministerin. Anschließend war Johansson bis zu ihrer Ernennung zur Arbeitsministerin im Oktober 2014 Mitglied des Schwedischen Reichstags.
Am 8. August 2019 kündigte Ministerpräsident Stefan Löfven an, Johansson als EU-Kommissarin für die Kommission von der Leyen I zu nominieren. Daraufhin legte sie am 10. September 2019 ihr Amt als Arbeitsministerin nieder. Am gleichen Tag wurde sie von Ursula von der Leyen als designierte Kommissarin für Inneres vorgestellt. Ihr Amt als EU-Kommissarin trat Johansson nach ihrer Wahl am 1. Dezember 2019 an. Sie amtierte bis zum 30. November 2024.
Sie ist seit Juni 2025 EU-Sonderbeauftragte für Ukrainerinnen und Ukrainer.

## Kritik
In einem Interview mit dem Spiegel im Februar 2023 verteidigte sie die von der EU geplante Chatkontrolle. Dabei habe sie dem Internetportal netzpolitik.org zufolge drei Mal die Unwahrheit gesagt und sieben Mal irreführende Aussagen getätigt. Stand Juni 2023 habe sie sich bezüglich der Chatkontrolle noch kein einziges Mal mit Vertretern der Zivilgesellschaft getroffen, aber dafür schon unzählige Male mit Unternehmern und Lobbyisten, allein 2–3 Mal mit dem US-Schauspieler Ashton Kutcher in dessen Funktion als Unternehmer und Lobbyist.